# Герман Шарнагель
Герман Шарнагель (нім. Hermann Scharnagel; 26 травня 1914, Дішинген — 8 травня 1944, Севастополь) — німецький воєначальник, оберстлейтенант вермахту. Кавалер Лицарського хреста Залізного хреста з дубовим листям.

## Біографія
В 1934 році вступив у 27-й саперний батальйон. В серпні 1939 року переведений в 173-й саперний батальйон. Учасник Польської і Балканської кампаній, а також Німецько-радянської війни. В 1943 році призначений командиром свого батальйону. Відзначився у боях під Мелітополем. 6 травня 1944 року очолив 170-й піхотний полк. Загинув у бою.

## Нагороди
- Медаль «За вислугу років у Вермахті» 4-го класу (4 роки)
- Залізний хрест
  - 2-го класу (15 червня 1940)
  - 1-го класу (7 серпня 1940)
- Лицарський хрест Залізного хреста з дубовим листям
  - лицарський хрест (6 жовтня 1943)
  - дубове листя (№602; 30 вересня 1944)